# Mictosoma ramosum
Mictosoma ramosum är en kräftdjursart som först beskrevs av Hansen 1916.  Mictosoma ramosum ingår i släktet Mictosoma och familjen Mictosomatidae. Inga underarter finns listade i Catalogue of Life.